# Нідерланди на літніх Олімпійських іграх 2012
Нідерланди на літніх Олімпійських іграх 2012 була представлена 178 спортсменами.

## Нагороди
| Медаль | Спортсмен | Вид спорту            | Дисципліна                           | Дата     |
| ------ | --- | --------------------- | ------------------------------------ | -------- |
| Золото | Маріанне Вос | Велоспорт             | Жінки, гонка по шосе                 | 29 Лип   |
| Золото | Раномі Кромовідьойо | Плавання              | Жінки, 100 м вільним стилем          | 2 Сер    |
| Золото | Раномі Кромовідьойо | Плавання              | Жінки, 50 м вільним стилем           | 4 Сер    |
| Золото | Доріан ван Рейссельберге | Вітрильний спорт      | Чоловіки, віндсерфинг                |          |
| Золото | Жіноча збірна Нідерландів із хокею на траві Кітті ван Мале Карлін Дірксе ван дер Гевел Келлі Йонкер Мартьє Годері Лідевей Велтен Мартьє Паумен Наомі ван Ас Еллен Гог Софі Полкамп Джойс Сомбрук Кім Ламмерс Ева де Гуде Марілін Агліотті Мерел де Блай Марго ван Геффен Кая ван Масаккер | Хокей на траві        | жінки                                |          |
| Срібло | Інґе Деккер Фемке Гемскерк Раномі Кромовідьойо Марлен Велдгойс Гінкелін Схредер | Плавання              | Жінки, естафета 4х100 вільним стилем | 28 Лип   |
| Срібло | Маріт Боувместер | Вітрильний спорт      | Жінки, клас Лазер-радіал             |          |
| Срібло | Герко Схредер | Кінний спорт          | конкур, особисті                     |          |
| Срібло | Юр Врілінг Майкел ван дер Влетен Марк Гаутзагер Герко Схредер | Кінний спорт          | конкур, командні                     |          |
| Срібло | Збірна Нідерландів із хокею на траві Яп Стокманн Клас Вермелен Марсель Балкестейн Воутер Йолі Родерік Вестгоф Робберт Кемперманн Тен де Нойєр Сандер Барт Флоріс Еверс Боб де Вогд Сандер де Вейн Рогір Гофман Роберт ван дер Горст Біллі Баккер Валентін Верга Мінк ван дер Верден       | Хокей на траві        | чоловіки                             |          |
| Бронза | Едіт Бос | Дзюдо                 | Жінки, 70 кг                         | 1 Сер    |
| Бронза | Якобін Венговен Нінке Кінгма Шанталь Ахтерберг Сицке де Грот Роліне Репелар ван Дріл Клаудія Бельдербос Карліне Боу Аннемік де Ган Анне Схеллекенс | Академічне веслування | Жінки, вісімки                       | 2 Сер    |
| Бронза | Генк Ґрол | Дзюдо                 | Чоловіки, 100 кг                     | 2 Сер    |
| Бронза | Марлен Велдгойс | Плавання              | Жінки, 50 м вільним стилем           | 4 Сер    |
| Бронза | Тен Мулдер | Велоспорт             | чоловіки, кейрін                     | 4 серпня |
| Бронза | Ліза Вестергоф | Вітрильний спорт      | жінки, клас 470                      |          |
| Бронза | Анкі ван Грунсвен Едвард Гал Аделінде Корнеліссен | Кінний спорт          | виїздка, командні                    |          |